# Galeus gracilis
Galeus gracilis — акула з роду Пилкохвоста котяча акула родини Котячі акули. Інша назва «тонка пилкохвоста котяча акула».

## Опис
Загальна довжина досягає 34 см. Голова вузька та помірно довга. Ніс округлий. Очі помірно великі, вузькі, овальні, з мигальною перетинкою. Під очима присутні характерні щічні горбики. За очима розташовані крихітні бризкальця. Має губні борозни. Рот широкий. На верхній щелепі — 54—57 робочих зубів у декілька рядків, на нижній — 54—62. Зуби дрібні, з декількома верхівками, з яких центральна є високою й гострою, бокові — маленькі та притуплені. У неї 5 пар коротких зябрових щілин. Тулуб дуже тонкий. Грудні плавці великі та широкі. Має 2 спинних плавці. Передній трохи більший за задній. Передній спинний плавець починається з середини черевних плавців, задній — навпроти анального плавця. Черевні плавці широкі та низенькі.  Птеригоподії (статеві органи) на черевних плавцях у самців є довгими, із закрученими кінцями. Анальний плавець широкий. Хвостовий плавець помірно вузький, на верхній частині присутній зубчастий гребінь.
Забарвлення світло-сіре. Біля спинних плавців є темні, трохи розмиті, сідлоподібні плями. Також 2 плями розташовані на хвостовому плавці. Ротова порожнина темно-сірого кольору. У деяких особин з боків є нечіткі темні округлі плями.

## Спосіб життя
Тримається на глибині від 290 до 470 м на континентальних схилах. Доволі млява акула. Полює біля дна, є бентофагом. Живиться ракоподібними, головоногими молюсками, а також дрібною костистою рибою.
Статева зрілість у самців настає при розмірі 33 см. Це яйцекладна акула. Самиця відкладає 2 яйця.

## Розповсюдження
Мешкає в окремих ареалах поблизу узбережжя Австралії (від мису Кюв`є й Порт-Хедленда до мису Йорк).